# Mycosphaerella rhois
Mycosphaerella rhois är en svampart som först beskrevs av Sawada & Katsuki, och fick sitt nu gällande namn av C.C. Chen 1967. Mycosphaerella rhois ingår i släktet Mycosphaerella och familjen Mycosphaerellaceae.   Inga underarter finns listade i Catalogue of Life.